# Billet de 1 000 francs noir
Pour les articles homonymes, voir 1 000 francs.
Recto
Chronologie
1 000 francs 1817 1 000 francs bleu
Le 1 000 francs noir est un type de billet de banque en francs français créé par la Banque de France le 25 juin 1842. 

## Historique
Les « billets noirs » furent fabriqués entre 1800 et 1862. Le premier billet imprimé par la Banque de France est le 1 000 francs Germinal. À partir de 1842-45, au vu de l'augmentation des délits de contrefaçon, le Gouvernement réfléchit alors à une impression en une autre couleur que le noir. C'est par exemple le cas du 5 000 francs rouge qui n'eut que peu de succès. En 1862, la Banque de France lancera la série dite des « billets bleu céleste ».
Ces billets noirs comportent la mention Il sera payé en espèces, à vue, au porteur la somme de : ce qui veut dire que contre chaque billet, un particulier pouvait exiger au comptoir de la banque des espèces métalliques.
La plupart des billets noirs furent définitivement privés de leur cours légal en décembre 1897.

## Le type 1842
Le 1 000 francs créé le 25 juin 1842 est émis le 18 mai 1843. Il fut conçu par Jacques-Jean Barre, gravé par l'entreprise de gravures Dujardin, et comporte une impression au verso à l'identique inversé. 
Selon la description officielle de l'époque, « la vignette du 1000 F représente deux hercules accroupis supportant à droite et à gauche des groupes de femmes vêtues à l’antique. La Loi et la Justice s’appuient, au bas du billet, sur une console que surmonte le coq gaulois et deux génies ailés soutiennent dans la partie supérieure un médaillon qui laisse voir l’Amour appuyé sur un lion ».

## Remarques
Il est intéressant de remarquer que, dès l'origine, les billets de banque français ne font en rien référence au régime politique en cours : inventées sous le Consulat, les premières coupures continuèrent de circuler sous les régimes successifs et ainsi de suite, assurant à la Banque de France son rôle d'institution pérenne et neutre. Les choix iconographiques ultérieurs tenteront toujours d'obéir à cette règle de neutralité, y compris quand les personnalités historiques mises en vedette sur les billets prendront la place des allégories.

## Un faux-monnayeur
En 1855, en Avignon, est arrêté François Chabrier, originaire de Condat, qui aura été l'auteur de faux billets le plus recherché de son temps : en 1850, il réussit avec une douzaine de complices à fabriquer des faux billets de 1 000 francs. Il écope des travaux forcés à perpétuité mais réussit à s'échapper lors de son transfert : il ne fut jamais retrouvé.